# Франса (футболіст)
Франсуалдо Сена де Соуза (порт. Françoaldo Sena de Souza) або Франса (порт. França; нар. 2 березня 1976, Кодо, Бразилія) — бразильський футболіст, що грав на позиції нападника. Виступав за національну збірну Бразилії.
Дворазовий переможець Ліги Пауліста.

## Клубна кар'єра
Вихованець футбольної школи клубу «Насьонал» (Манаус).
У дорослому футболі дебютував 1994 року виступами за команду клубу «25 листопада», в якій провів один сезон.
Своєю грою за цю команду привернув увагу представників тренерського штабу клубу «Сан-Паулу», до складу якого приєднався 1996 року. Відіграв за команду із Сан-Паулу наступні шість сезонів своєї ігрової кар'єри. У складі «Сан-Паулу» був одним з головних бомбардирів команди, маючи середню результативність на рівні 0,45 голу за гру першості.
2002 року уклав контракт з клубом «Баєр 04», у складі якого провів наступні три роки своєї кар'єри гравця. Більшість часу, проведеного у складі «Баєра», був основним гравцем атакувальної ланки команди.
Протягом 2005—2010 років захищав кольори команди клубу «Касіва Рейсол».
Завершив професійну ігрову кар'єру у клубі «Йокогама», за команду якого виступав протягом 2011 року.

## Виступи за збірну
2000 року дебютував в офіційних матчах у складі національної збірної Бразилії. Протягом кар'єри у національній команді, яка тривала три роки, провів у формі головної команди країни вісім матчів, забивши один гол.

## Досягнення
- Переможець Ліги Пауліста:

«Сан-Паулу»: 1998, 2000